# Val-de-Travers
Val-de-Travers är en kommun i kantonen Neuchâtel, Schweiz. Kommunen har 10 649 invånare (2023). Huvudort är Fleurier.
Kommunen skapades den 1 januari 2009, då de före detta kommunerna Boveresse, Buttes, Couvet, Fleurier, Les Bayards, Môtiers, Noiraigue, Saint-Sulpice och Travers slogs ihop till kommunen Val-de-Travers.